# Hilmar Dressler
Hilmar Dressler (* 21. April 1921 in Dresden; † 15. Januar 2019) war ein deutscher Sportfunktionär.

## Leben
Als Jugendlicher und junger Erwachsener war Dressler ein talentierter Mittelstreckenläufer und trainierte in Dresden unter anderem mit Rudolf Harbig. Dressler war für die Teilnahme an den Olympischen Sommerspielen 1940 vorgesehen, welche aufgrund des Zweiten Weltkrieges aber nicht stattfanden. Seine Bestzeit über die 800-Meter-Strecke lag bei einer Minute und 58 Sekunden, über 1500 Meter bei vier Minuten und einer Sekunde. Im Laufe seines Lebens trug er die Farben der Vereine Dresdner SC, Eintracht Wiesbaden, TuS Ricklingen, DSV Hannover 78 und VTR Rinteln. Neben der Leichtathletik betrieb er Tanzsport.
Dressler wurde 1939 in den Arbeitsdienst eingezogen und später als Hauptmann der Flakartillerie eingesetzt. Nach dem Krieg kam er nach Wiesbaden und war am dortigen Staatstheater als Dramaturg und Schauspieler tätig. Später wurde er beruflich im kaufmännischen Bereich bei den Continental-Gummiwerken in Hannover tätig.
Als Sportfunktionär war Dressler ab 1945 Jugendwart von Eintracht Wiesbaden und 1951 an der Gründung der Deutschen Olympischen Gesellschaft (DOG) beteiligt. Er übernahm 1952 die Geschäftsführung der DOG-Landesgruppe Niedersachsen und saß ab 1971 im DOG-Vorstand. 1974 wurde Dressler als Geschäftsführender Vorstand der DOG tätig, ehe er 1975 das Amt des Hauptgeschäftsführers der Deutschen Olympischen Gesellschaft antrat und die DOG-Zeitschrift „Olympisches Feuer“ als Chefredakteur leitete. Er veröffentlicht in „Olympisches Feuer“ unter anderem mehrere sportgeschichtliche Aufsätze und beschäftigte sich im Jahr 2000 mit dem Thema „Olympischer Realismus - ernüchternd und hoffnungsvoll zugleich“. Des Weiteren begleitete Dressler, der ab 1964 in Rinteln lebte und in der Freizeit Gedichte verfasste, das Sportgeschehen nicht nur als Autor, sondern auch als Fotograf und Filmemacher. 1959 drehte er im Auftrag Georg von Opels den Film „Spiel in Gefahr“ und 1960 einen Film über die Olympischen Sommerspiele.
1981 wurde ihm das Bundesverdienstkreuz am Bande verliehen. 2016 fand er Aufnahme in das Ehrenportal des Niedersächsischen Instituts für Sportgeschichte (NISH), nachdem er für das NISH in den Jahren 1988 und 1989 tätig gewesen war.